# Recessie (tandheelkunde)
Recessie (gevoelige tandhalzen) is gekenmerkt door teruggetrokken tandvlees dat onder andere veroorzaakt wordt door ophoping van tandplaque en tandsteen. Hierdoor raakt het tandvlees geïrriteerd en trekt het zich terug. De tandhals komt daardoor bloot te liggen en is vatbaar voor slijtage en pijnprikkels. Dit leidt tot overgevoeligheid. De pijn ontstaat doordat er in de tandhals kleine kanaaltjes aanwezig zijn die in verbinding staan met de zenuw. Deze kanaaltjes geven de pijnprikkel door aan de grote zenuw.
Ook door verkeerd poetsen en een te harde tandenborstel kan het tandvlees zich terugtrekken waardoor het glazuur afslijt.

## Behandeling
Vaak brengt de mondhygiëniste een lak met verhoogd fluoridegehalte aan, waardoor de kleine kanalen in de tandhals afgesloten worden. Hierdoor worden de pijnprikkels verminderd. Ook kan een witte kunststof harsvulling geplaatst worden, zodat de hals wordt voorzien van een beschermende laag.